# Tareq Khattab
Tareq Khattab (en árabe: طارق زياد جبر خطاب‎; Amán, Jordania, 6 de marzo de 1992) es un futbolista de Jordania que juega en la posición de defensa. Desde el 2020 juega con el Al-Wehdat SC de la Liga Premier de Jordania.

## Carrera

### Club
| Periodo   | Club          |
| --------- | ------------- |
| 2011-2014 | Al-Wehdat SC  |
| 2014–2015 | Al-Shabab FC  |
| 2015–2016 | Al-Masry SC   |
| 2016–2018 | Al-Wehdat SC  |
| 2018–2019 | Al-Salmiya SC |
| 2020–     | Al-Wehdat SC  |

### Selección nacional
Ha jugado a nivel de selección nacional desde la categoría sub-17. Estuvo con la selección que participó en el Campeonato de la WAFF 2012 pero no jugó, y fue hasta el 28 de octubre de 2013 que debutó con la selección nacional en una victoria por 1-0 ante Nigeria en Amán en un partido amistoso y su primer gol lo anotó el 4 de octubre de 2017 en una empate 1-1 ante Omán en un partido amistoso jugado en Dubái. Ha participado en dos ediciones de la Copa Asiática.

## Logros
- Liga Premier de Jordania (1): 2013–14
- Copa de Jordania (1): 2013-14
- Copa FA Shield de Jordania (1): 2017
- Supercopa de Jordania (2): 2011, 2014
- Supercopa de Arabia Saudita (1): 2014